# Le Dernier Chevalier (film)
Pour les articles homonymes, voir Le Dernier Chevalier.
Série
Le Dernier Chevalier : La Racine du mal
(2021)
Pour plus de détails, voir Fiche technique et Distribution.
Le Dernier Chevalier (Последний богатырь, Poslednii bogatyr) est un film russe réalisé par Dmitri Diatchenko, sorti en 2017. C'est la troisième coproduction locale de Walt Disney Pictures en Russie.
Le film est basé sur les personnages des contes russes Baba-Yaga et Kochtcheï.
C'est le troisième film (et le deuxième film russe) au box-office en Russie en 2017.

## Synopsis
Ivan est un jeune homme vivant à Moscou qui se fait passer pour un magicien et se fait payer pour cela. Un jour, poursuivi par un client mécontent, il arrive dans le monde fantastique de Bélogorié. Il fait tout d'abord la rencontre de Liéchi qui lui annonce qu'il est le fils caché d'Ilya Mouromets. Capturé par des soldats aux ordres de la sorcière Varvara, il est emprisonné après avoir été présenté rapidement à Dobrynia Nikititch. Dans le donjon, il rencontre Kochtcheï qui est démembré et emprisonné depuis trente ans. Ce dernier essaye de pousser Ivan à se saisir de l'épée Kladenets.

## Fiche technique
- Titre original : Последний богатырь, Poslednii bogatyr
- Titre français : Le Dernier Chevalier[3]
- Réalisation : Dmitri Diatchenko
- Scénario : Pavel Danilov et Vitali Koutsenko
- Photographie : Sergueï Trofimov
- Musique : George Kallis
- Pays d'origine : Russie
- Format : Couleurs - 35 mm
- Genre : action, fantastique
- Durée : 114 minutes
- Date de sortie :
  -  Russie : 19 octobre 2017

## Distribution
- Victor Khoriniak : Ivan
- Mila Sivatskaïa : Vassilissa
- Konstantin Lavronenko : Kochtcheï
- Ielena Iakovleva : Baba-Yaga
- Ekaterina Vilkova : Varvara
- Svetlana Kolpakova : Baba-Yaga jeune
- Sergueï Bourounov : Vodianoï
- Evgueni Diatlov : Dobrynia Nikititch
- Timofeï Tribountsev : magicien Svetozar
- Wolfgang Cerny : Aliocha Popovitch
- Oleg Cheveliov : garde de Varvara
- Vladimir Ipatov : le boyard
- Alexandre Koukharenko : un chevalier
- Youri Tsourilo : Ilya Mouromets
- Elena Valiouchkina : Galina mère de Mouromets

## Production et sortie
Le 18 juillet 2016, Disney Russia annonce le retour de production locale en Russie avec un film fantastique nommé Last Hero,.
La première du film Le Dernier Chevalier a lieu le 11 octobre 2017 à Moscou. Le 30 octobre 2017, le film récolte 6,9 millions d'USD en première semaine.
Le 20 février 2018, Disney Russia annonce la production d'une suite au Dernier Chevalier, intitulée Le Dernier Chevalier : La Racine du mal

### Box-office
- Russie : 30 431 962 dollars[2].